# Terrance Gore
Pour les articles homonymes, voir Gore.
Terrance Gore (né le 8 juin 1991 à Macon, Géorgie, États-Unis) est un voltigeur des Mets de New York de la Ligue majeure de baseball.
Il est membre de l'équipe des Royals de Kansas City championne de la série mondiale 2015 et celle des Braves d'Atlanta championne de la série mondiale 2021. Connu pour sa vitesse, il est surtout employé comme coureur suppléant par les Royals.

## Carrière
Terrance Gore est repêché par les Royals de Kansas City au 20e tour de sélection en 2011. Joueur de taille modeste (1 mètre 70, ou 5 pieds et 7 pouces), Gore fait sa marque en ligues mineures grâce à sa vitesse : en 4 saisons, de 2011 à 2014, il réussit 168 vols de buts en seulement 185 tentatives en 4 saisons.
Il fait ses débuts dans le baseball majeur avec Kansas City le 2 septembre 2014. À son second match le lendemain, il entre en jeu comme coureur suppléant face aux Rangers du Texas et réussit le vol du troisième but et marque sur une erreur lorsque le relais imprécis du receveur aboutit au champ gauche.
Il réussit 5 vols de buts en 11 matchs des Royals en 2014 et en ajoute 3 en 9 rencontres en 2015.
Lors du parcours des Royals qui se termine par une défaite en Série mondiale 2014, Terrance Gore est employé à 6 reprises comme coureur suppléant, lorsque Kansas City désire un coureur plus rapide sur les buts. Il n'obtient pas un seul passage au bâton en séries éliminatoires, vole 3 buts, marque deux points, dont un dans le second match de la Série mondiale.
Il n'est pas inscrit sur l'effectif des Royals pour la Série mondiale 2015 mais fait tout de même partie de l'équipe championne. Au cours des rondes éliminatoires menant au triomphe des Royals, Gore est appelé deux fois comme coureur suppléant, jamais comme frappeur, et réussit un vol de but en deux tentatives.